# Jugoslawische Eishockeyliga 1979/80
Die Saison 1979/80 war die 38. Spielzeit der jugoslawischen Eishockeyliga, der höchsten jugoslawischen Eishockeyspielklasse. Meister wurde zum insgesamt elften Mal in der Vereinsgeschichte der HK Olimpija Ljubljana.

## Hauptrunde

### Tabelle
|    | Klub                   | Punkte |
| -- | ---------------------- | ------ |
| 1. | HK Olimpija Ljubljana  | 36     |
| 2. | HK Jesenice            | 33     |
| 3. | HK Celje               | 20     |
| 4. | KHL Medveščak Zagreb   | 18     |
| 5. | HK Roter Stern Belgrad | 18     |
| 6. | HK Partizan Belgrad    | 17     |
| 7. | HK Kranjska Gora       | 8      |
| 8. | HK Spartak Subotica    | 6      |

Sp = Spiele, S = Siege, U = Unentschieden, N = Niederlagen